# Mersouion

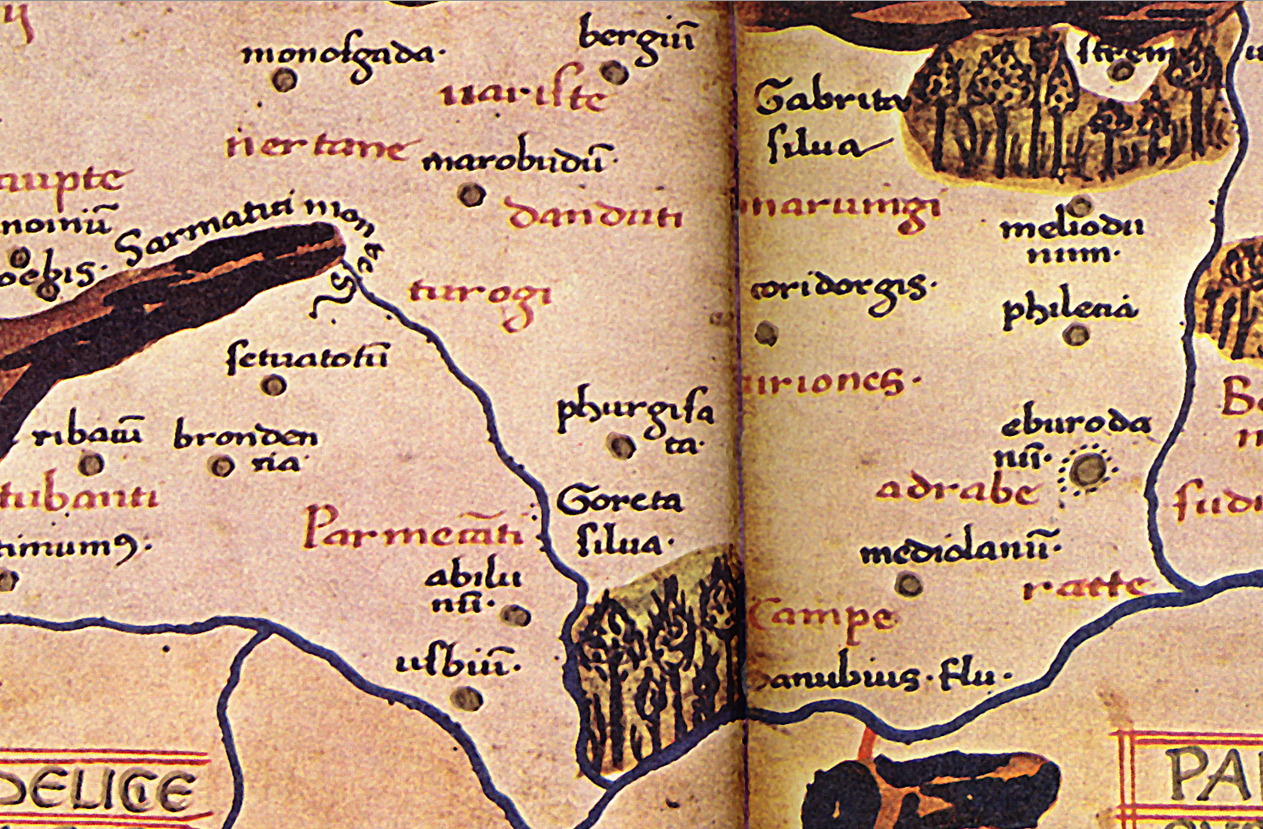
Lage von Mersouion auf der Karte des Ptolemäus

Mersouion (altgriechisch Μερσούιον; lateinisch Mersuium) ist ein Ortsname, der in der Geographia des Claudius Ptolemaios als einer der im Innern der Germania magna nördlicher liegenden Orte (πόλεις) mit 35° 30' Länge (ptolemäische Längengrade) und 53° 45' Breite bzw. 53° 50' Breite angegeben wird. Mersouion liegt damit nach Ptolemaios zwischen Louppia und Aregelia. Wegen des Alters der Quelle kann eine Existenz des Ortes um 150 nach Christus angenommen werden.
Bislang konnte der Ort nicht sicher lokalisiert werden. Ein interdisziplinäres Forscherteam um Andreas Kleineberg, das die Angaben von Ptolemäus neu untersuchte, lokalisiert zurzeit Mersouion auf dem Gebiet des heutigen Burg (bei Magdeburg) in Sachsen-Anhalt. Hier überquerte der Hellweg – eine der bedeutendsten Ost-West-Routen in der Germania magna – die Elbe.